# Cancer bellianus
Cancer bellianus ist eine Krabbenart aus der Familie der Taschenkrebse. Der Krebs ist im Nordostatlantik bis in Tiefen von 700 Meter heimisch und dem Taschenkrebs ähnlich. Befischt wird Cancer bellianus nur als Beifang.

## Merkmale
Der Carapax von Cancer bellianus ist eher flach, breit oval und wie bei allen Taschenkrebsen deutlich breiter als lang. Seine rückenseitige Oberfläche besitzt kleine, aber auffällige Tuberkel sowie deutliche Furchen. Am vorderen und seitlichen Rand befinden sich 9 oder 10 quadratische, durch kleine Spalten getrennte Nasen, die jeweils drei kleine, scharfe Zähnchen besitzen. Die Scheren am ersten Schreitbeinpaar sind gleich groß und mit deutlichen Tuberkeln versehen. Das zweite bis fünfte Schreitbeinpaar ist gleichförmig und besitzt kurze Borsten und kleine Dornen.
Die Farbe des Carapax ist blass bräunlich, gesprenkelt mit dunkel braunen bis rötlichen Flecken. Die Finger der Scheren sowie die Dornen an den Schreitbeinen sind schwarz. Die Farbe der Haare tendiert ins Gelbliche.
Cancer bellianus kann eine Carapaxbreite von über 22 Zentimeter erreichen. Die Länge des Carapax beträgt dann rund 13 Zentimeter. Individuen dieser Größe sind etwa 2 Kilogramm schwer (Nassgewicht). Das Erreichen der Geschlechtsreife wird bei einer Carapaxbreite von 13 Zentimeter vermutet. Bei gleicher Carapaxlänge haben Männchen breitere und längere Scheren als die Weibchen.
Der morphologisch ähnliche Taschenkrebs hat einen im Vergleich glatteren Carapax und die Nasen am vorderen Rand besitzen keine Zähnchen. Seine Schreitbeine besitzen keine Spitzen oder Dornen an den Schreitbeinen.

## Verbreitung
Der Krebs Cancer bellianus ist im Nordostatlantik heimisch. Er lebt in Meerestiefen von 37 bis 700 Metern bei Madeira, den Kanaren, vor Marokko, den Azoren, vor der europäischen Atlantikküste bis etwa Irland, sowie bei den Shetlandinseln und an der Südküste von Island. Dabei scheint die Art auf steinigem Meeresboden eher vorzukommen.
Befischt wird Cancer bellianus nicht gezielt. Bei Portugal und an der afrikanischen Küste sowie bei den Azoren wird Cancer bellianus als Beifang angelandet und lokal vermarktet.

## Taxonomie
James Yate Johnson beschrieb Cancer bellianus anhand von zwei Individuen, die bei Madeira gefangen wurden. Er benannte die Art nach dem damaligen Präsidenten der Linnean Society, Thomas Bell.